# José de Meijer
Joseph François Gustave Marie (José) de Meijer (Terneuzen, 3 mei 1915 - Zeist, 23 oktober 2000) was een Nederlands politicus voor de KVP.
De Meijer was een katholieke bedrijfsadviseur, die in het kabinet-Marijnen als staatssecretaris was belast met onder meer arbeidsvoorziening en medezeggenschap. Hij was daarvoor lange tijd werkzaam bij het Van Leer-concern. Hij bleef staatssecretaris in de twee opvolgende kabinetten. In het kabinet-Cals werd hij door de PvdA enigszins 'gewantrouwd', omdat hij als vertegenwoordiger van de werkgevers werd beschouwd. Na zijn staatssecretariaat werd De Meijer Tweede Kamerlid voor de KVP. Veranderde zijn achternaam later in August de Meijer.
Hij was een zoon van François Bernard Gustaaf De Meijer, directeur van de rederij August de Meijer & Zonen N.V. te Terneuzen.
- Biografisch Portaal: 97783973
- International Standard Name Identifier: 0000 0003 9297 6758
- Parlement.com: vg09ll3d40za
- Virtual International Authority File: 287177501
- WorldCat: E39PBJhd7HhJgvVFdddt4jvWDq